# Willibald Alexis
Willibald Alexis, o pseudônimo de Georg Wilhelm Heinrich Häring (Breslávia, 29 de junho de 1798 – Arnstadt, 16 de dezembro de 1871) foi um escritor alemão considerado o fundador do romance histórico realista da literatura alemã.

## Juventude

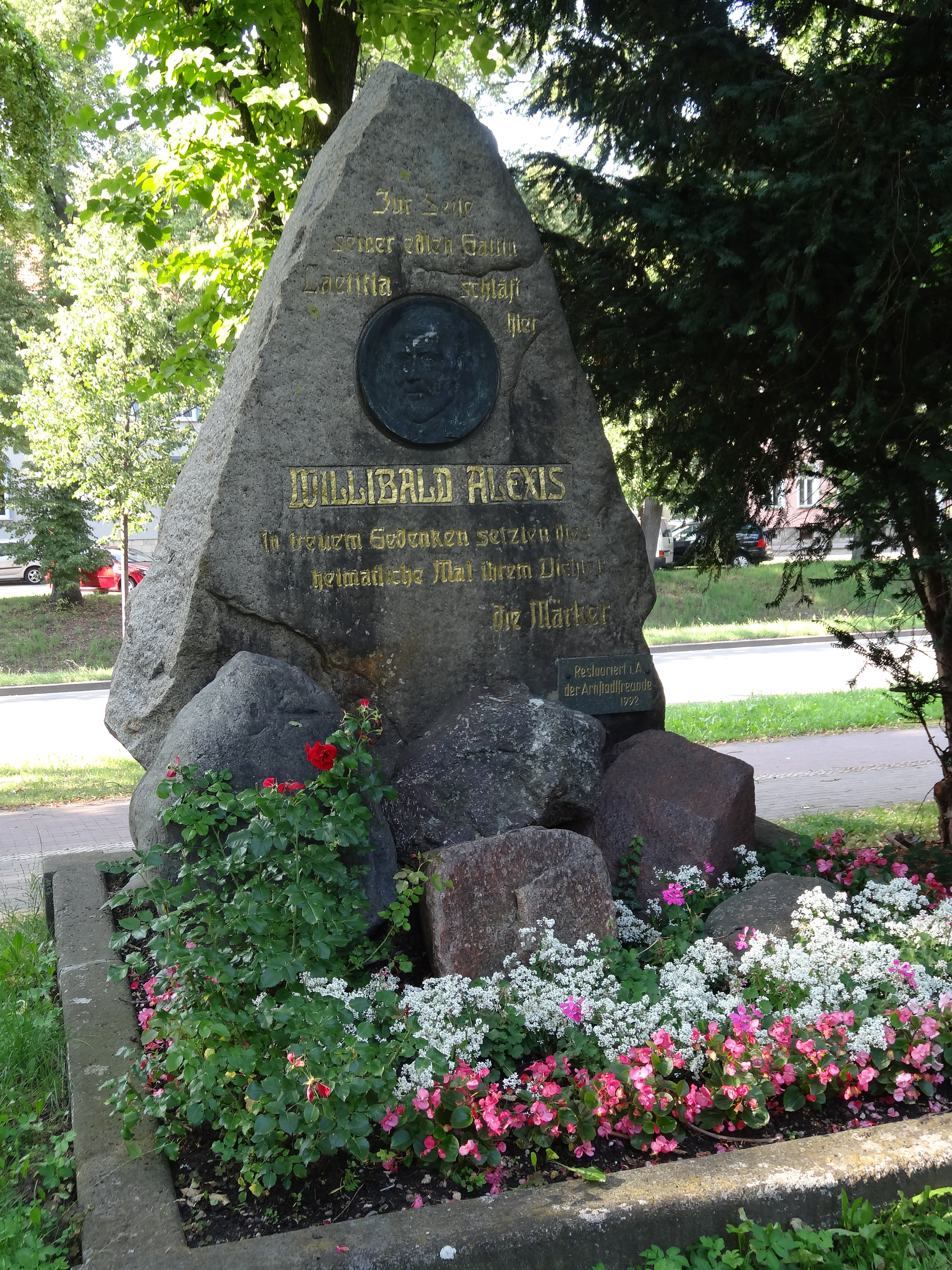
Túmulo de Willibald Alexis no Alten Friedhof em Arnstadt

Alexis nasceu em Breslávia, atual Polônia. Seu pai, que era de uma família de refugiados huguenotes, chamada Harenc, da Bretanha, tinha uma alta posição no departamento de guerra e morreu em 1802. O nome artístico Willibald Alexis, foi adotado mais tarde para evitar piadas sobre seu nome Häring (alex é a tradução latina para Hering). Quando criança, Alexis viveu o cerco de Breslávia. Depois que a cidade foi conquistada em 1806 pelos franceses (impressões registradas em seu romance Penelope), Alexis se mudou para Berlim com sua mãe, Henriette Juliane Louise Charlotte, nascida Rellstab.
Durante catorze anos moraram com parentes da sua mãe. O menino frequentou primeiro a escola particular Messowsche e, em seguida, o ginásio Friedrichwerdersche. Alexis participou como voluntário na campanha de 1815; como um membro do regimento Kolberg participou do cerco às fortalezas das Ardenas (descrita no romance Iblou e no relato crítico Als Kriegsfreiwilliger nach Frankreich).

## Estudos, advogado, escritor
A partir de 1817 Alexis estudou Direito e História em Berlim e Breslávia, sob a orientação de Friedrich Carl von Savigny e Friedrich von Raumer e em 1820 estagiou na divisão criminal do Kammergericht, onde conheceu E. T. A. Hoffmann, amigo de Julius Eduard Hitzig, que por sua vez apresentou-o a Friedrich de la Motte Fouqué. Depois do sucesso de seu primeiro romance (1824) Alexis deixou a função pública.
De 1827 em diante, viveu em Berlim e dirigiu a equipe editorial do Berliner Konversationsblattes, que foi incorporado em 1830 ao Freimüthigen. Em 1835, demitiu-se do conselho editorial, em protesto contra a censura crescente e continuou morando na cidade vivendo agora como escritor independente e colunista de diversos jornais. Tendo sido conhecido inicialmente como escritor pelo lançamento de um idílio em hexâmetros intitulado Die Treibjagd (1820), e por vários contos, sua reputação literária foi primeiro criada pelo romance histórico Walladmor (1823), que foi publicado como sendo "livremente traduzido do inglês de Sir Walter Scott, com um prefácio de Willibald Alexis". Seu romance Der Werwulf é ambientado em Brandemburgo na época da Reforma Protestante. Em 1840, foi publicado seu romance histórico Der Roland von Berlin, que serviu de base para a ópera de mesmo nome de Ruggero Leoncavallo.

## Morte
Em 1852 Alexis mudou-se para Arnstadt, na Turíngia. Em 1856 sofreu um primeiro derrame cerebral, e em 1860, um segundo. A memória do escritor ficou irreparavelmente danificada, impossível de continuar a sua obra literária. Em 1867, já cego, sem capacidade para andar e cada vez mais demente foi homenageado com a medalha da Ordem de Hohenzollern.
Willibald Alexis morreu em 16 de dezembro de 1871 e foi sepultado no Alten Friedhof em Arnstadt.